# Francesc Antoni de Solanell i de Montellà
Francesc Antoni de Solanell i de Montellà was de 120ste president van de Generalitat de Catalunya in Catalonië van 1710 tot 1713, tijdens de Spaanse Successieoorlog.  Hij werd verkozen door de Staten Generaal (diputació del General) op 1 augustus 1710.
Hij was een zoon van Juliaan Solanell i Foix, rider van Ribes, een oude adellijke familie. Hij studeerde theologie en canoniek recht aan de Universiteit van Lleida, waar hij ook een tijd hoogleraar was. Hij schreef een drietal werken, waarvan slecht één ten dele bewaard gebleven is: de Apologia sobre el origen, fundación y fundador del imperial monasterio de San Cucufate. (Apologie over de oorsprong, de stichting en de stichter van het keizerlijk klooster van Sant Cugat). Hij was een benedictijn en achtereenvolgens prior van de proosdij van Age (nu deel van de gemeente Puigcerdà), visitator generaal van de orde en abt van de abdijen van Sant Pere de Galligants en Sant Cugat. 
Tegen het einde van zijn mandaat waren al grote delen van Catalonië door de Frans-Spaanse legers tijdens de Spaanse Successieoorlog bezet. Solanell als vertegenwoordiger van de kerkelijk staat, was eerder voorstander van overgave aan de door de Fransen gesteunde koning Filips V. De twee andere staten (adel en burgerij) wilden de oorlog voortzetten. Solanell liet weten dat hij de beslissing van de twee andere staten zou respecteren. Desondanks verliet hij zijn functie de facto op 9 juli 1726 en werd de functie van president van de Generalitat informeel overgenomen door Francesc de Solà, vertegenwoordiger van het leger in de Generalitat.
Na zijn mandaat als president van de Generalitat keerde hij terug naar zijn functie als abt van Sant Cugat. Tijdens de repressie na de verovering door het Huis Bourbon (1714), werd hij in 1717 afgezet als abt.Kort voor zijn overlijden in 1726 werd hij in uitvoering van het Verdrag van Wenen (1725) tussen Filips V van Spanje en Karel VI in zijn functie hersteld.